# 코첼라 밸리 뮤직 앤드 아츠 페스티벌

코첼라의 로고

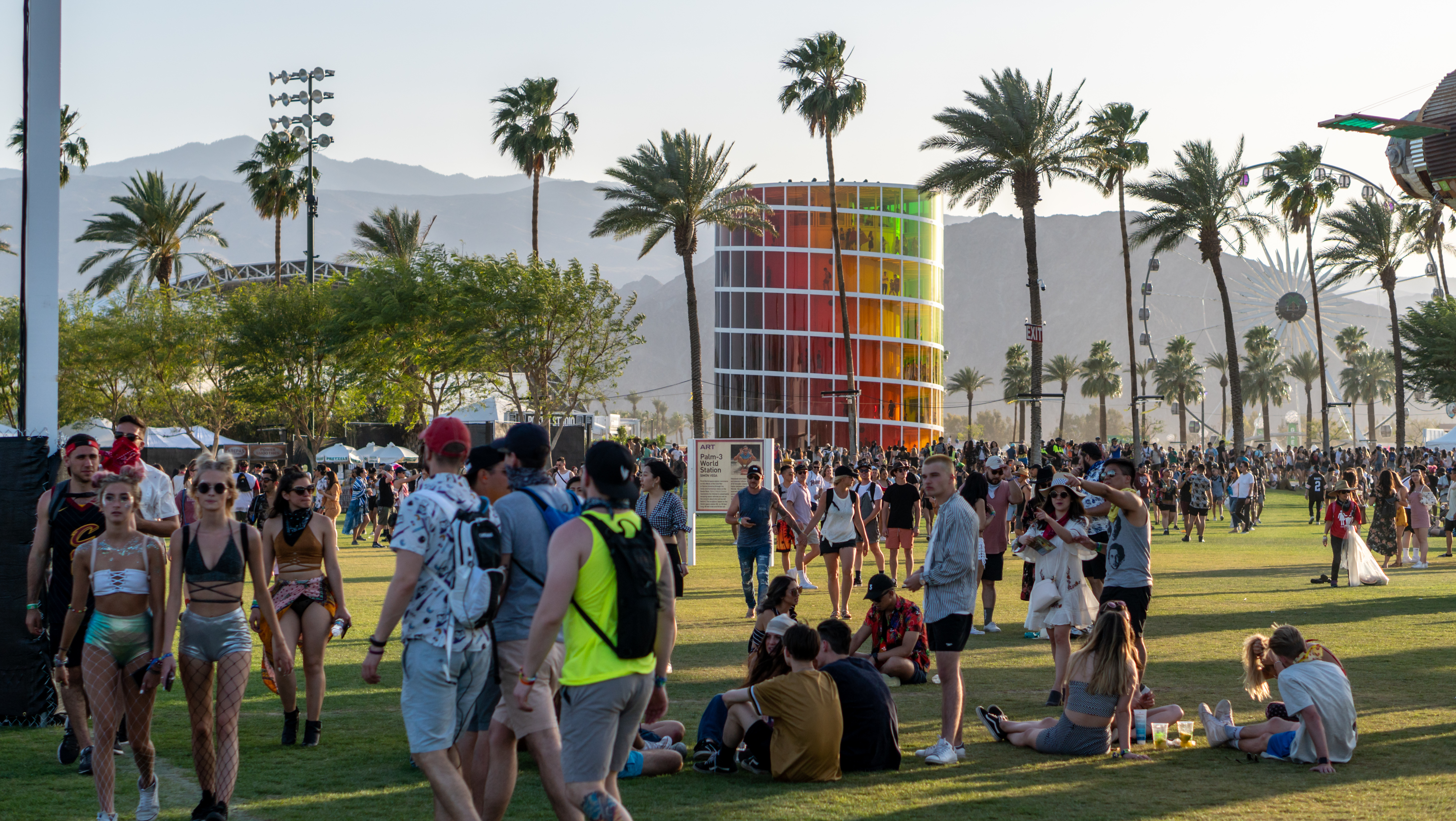
2018년의 코첼라

코첼라 밸리 뮤직 앤드 아츠 페스티벌(Coachella Valley Music and Arts Festival)은 미국 캘리포니아주 인디오의 사막 지대 코첼라 밸리에서 행해지는 야외 록 축제이다. 간단히 코첼라 페스티벌(Coachella Festival), 코첼라페스트(Coachellafest), 코첼라(Coachella)라고도 불린다. 1999년 폴 톨렛과 릭 반 산튼이 공동 설립했으며 현재는 AEG Presents의 자회사 oldenvoice가 운영한다. 축제형식은 록, 팝, 인디, 힙합, 일렉트로닉 댄스 음악, 설치 예술 및 조각 등 다양한 음악 장르의 뮤지컬 아티스트가 참여한다. 축제 부지 전체에 있는 여러 공연장에서 동시에 지속적으로 공연을 함으로써 축제가 진행된다.
지금까지 코첼라 무대에 선 대한민국의 아티스트는 BLACKPINK, 에픽하이, 혁오, 잠비나이, CL, 윤미래, 비비, aespa, LØREN, LE SSERAFIM, ATEEZ, ENHYPEN, The Rose, 페기 구, DPR LIVE, 한국계 오스트레일리아인 DPR IAN, 한국계 미국인 예지 등이 있다.